# Zakrzów (powiat wielicki)
Zakrzów – wieś w Polsce, położona w województwie małopolskim, w powiecie wielickim, w gminie Niepołomice.
| SIMC    | Nazwa      | Rodzaj    |
| ------- | ---------- | --------- |
| 0329510 | Balachówka | część wsi |
| 0329527 | Florianka  | część wsi |
| 0329533 | Góra       | część wsi |
| 0329540 | Piaski     | część wsi |

W latach 1975–1998 Zakrzów położony był w województwie krakowskim.